# Microdrosophila suvae
Microdrosophila suvae är en tvåvingeart som beskrevs av Wheeler och Kambysellis 1966. Microdrosophila suvae ingår i släktet Microdrosophila och familjen daggflugor.
Artens utbredningsområde är Fiji. Inga underarter finns listade i Catalogue of Life.